# 백리숭
백리 숭(百里嵩, ? ~ ?)은 후한 중기의 관료로, 자는 경산(景山)이며 진류군 봉구현(封丘縣) 사람이다.

## 행적
서주자사 재임 중, 큰 가뭄이 들었다. 백리숭은 수레를 타고 곳곳을 순시하였는데, 가는 곳마다 단비가 내렸다. 동해의 산간벽지에 있었던 합향(合鄕)과 축기(祝其) 두 현에는 가지 않아 비가 내리지 않았는데, 이에 두 현의 부로(父老)가 백리숭을 찾아와 하소연하였다.
| “ | 저희도 모두 공의 백성인데, 어찌하여 저희에게만은 오지 않으십니까? | ” |

백리숭은 수레를 돌려 그곳으로 향하였고, 현의 경계에 들어서자마자 비가 내렸다. 고사성어 감우수거(甘雨隨車; 또는 수거감우)는 여기에서 비롯하였다.
제남상 재임 중, 제남에 단비가 내렸다. 안제는 기뻐하며 백리숭을 대홍려에 임명하였다.
백리숭은 범엽의 《후한서》에는 전혀 기록이 없는 인물로, 사승의 《후한서》에서만 확인된다. 사승의 후한서는 완본이 유실되어 다른 서적에 단편적으로 인용된 구절만 전해지고 있기 때문에, 서주자사·제남상 재임의 선후관계 또한 알 수 없다.

## 출전
- 사승, 《후한서》 [이방, 《태평어람》 권10·권258에 인용]
- 사승, 《후한서》 [구양순, 《예문유취》 권98에 인용]